# دیگو بوتین
دیگو بوتین (اسپانیایی: Diego Botín‎؛ زادهٔ ۲۵ دسامبر ۱۹۹۳) قایقران قایق بادبانی اهل اسپانیا است.